# Feria de la Barbacoa
La Feria de la Barbacoa también denominada Feria Actopan, es un evento gastronómico, social y cultural realizado en Actopan en el estado de Hidalgo, México. En el se conmemora la fundación de la ciudad, así como el Concurso de la Barbacoa; esta se conmemora anualmente, siendo el principal día el 8 de julio. Considerada una de las ferias más importantes del estado de Hidalgo.

## Historia

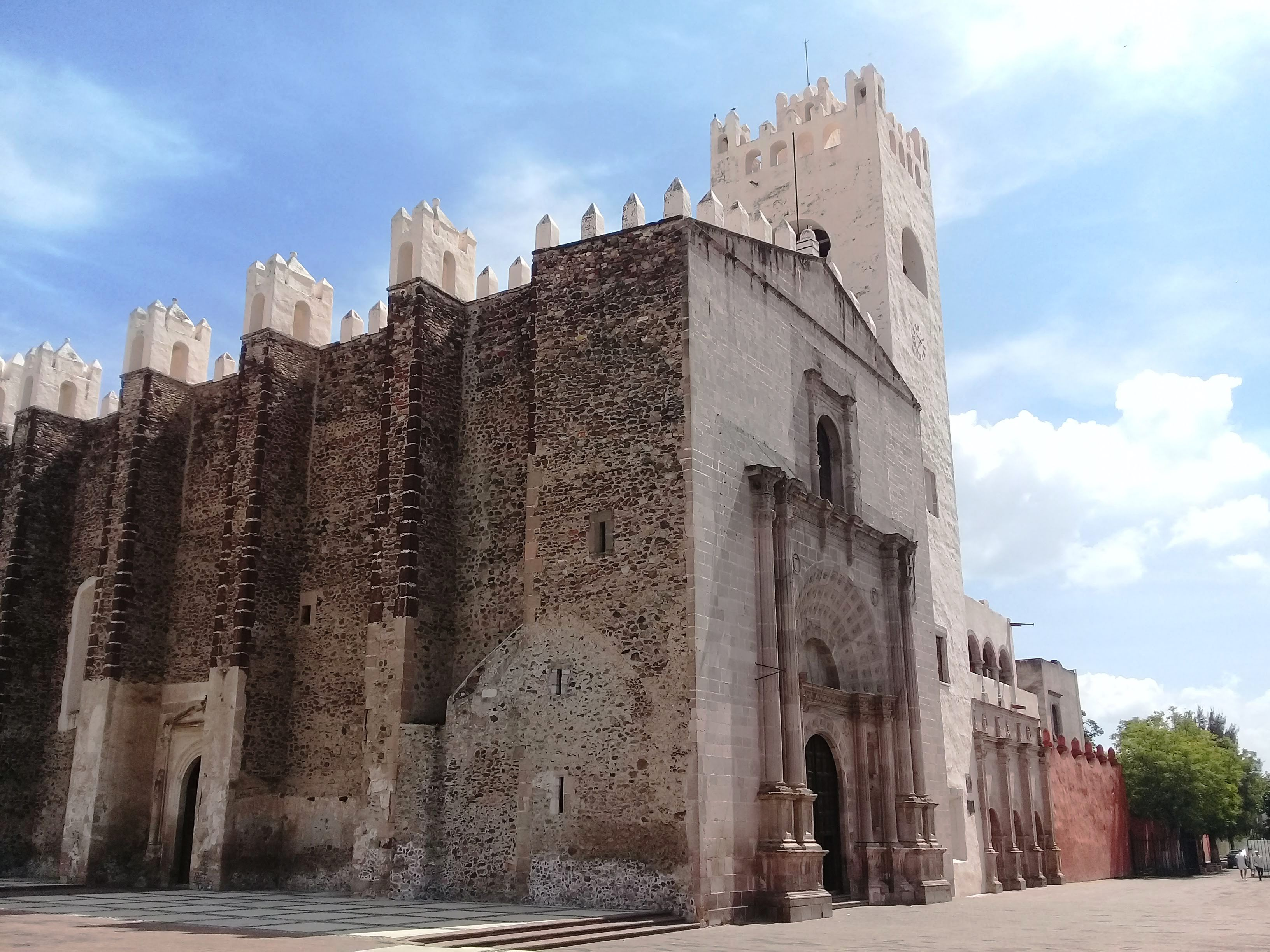
Convento de Actopan.

Históricamente se considera el 8 de julio de 1546, como el día de la fundación de la ciudad; fecha que coincide con la fundación del Convento de Actopan. El 8 de julio de 1946, la XXXVIII Legislatura del Congreso del estado de Hidalgo, le dio la categoría de ciudad.
En el año 1971, se realizó el primer concurso de la barbacoa, en los años 1980 el conductor de televisión, Raúl Velasco, visitó la feria de Actopan y esta logró proyección nacional. En el año 2017, se realizó el primer Festival del Ximbó ligado a las actividades de a feria, a partir del año 2022 se realiza como un festival aparte.
Debido a la pandemia de COVID-19 en Hidalgo las ediciones de 2020 y 2021, fueron canceladas. Sin embargo el 1 de julio de 2021, el Ayuntamiento de Actopan, informo de la realización de la Muestra Gastronómica de la Barbacoa y el Ximbó, que se realiza cada año paralela a la feria.

## Eventos e instalaciones

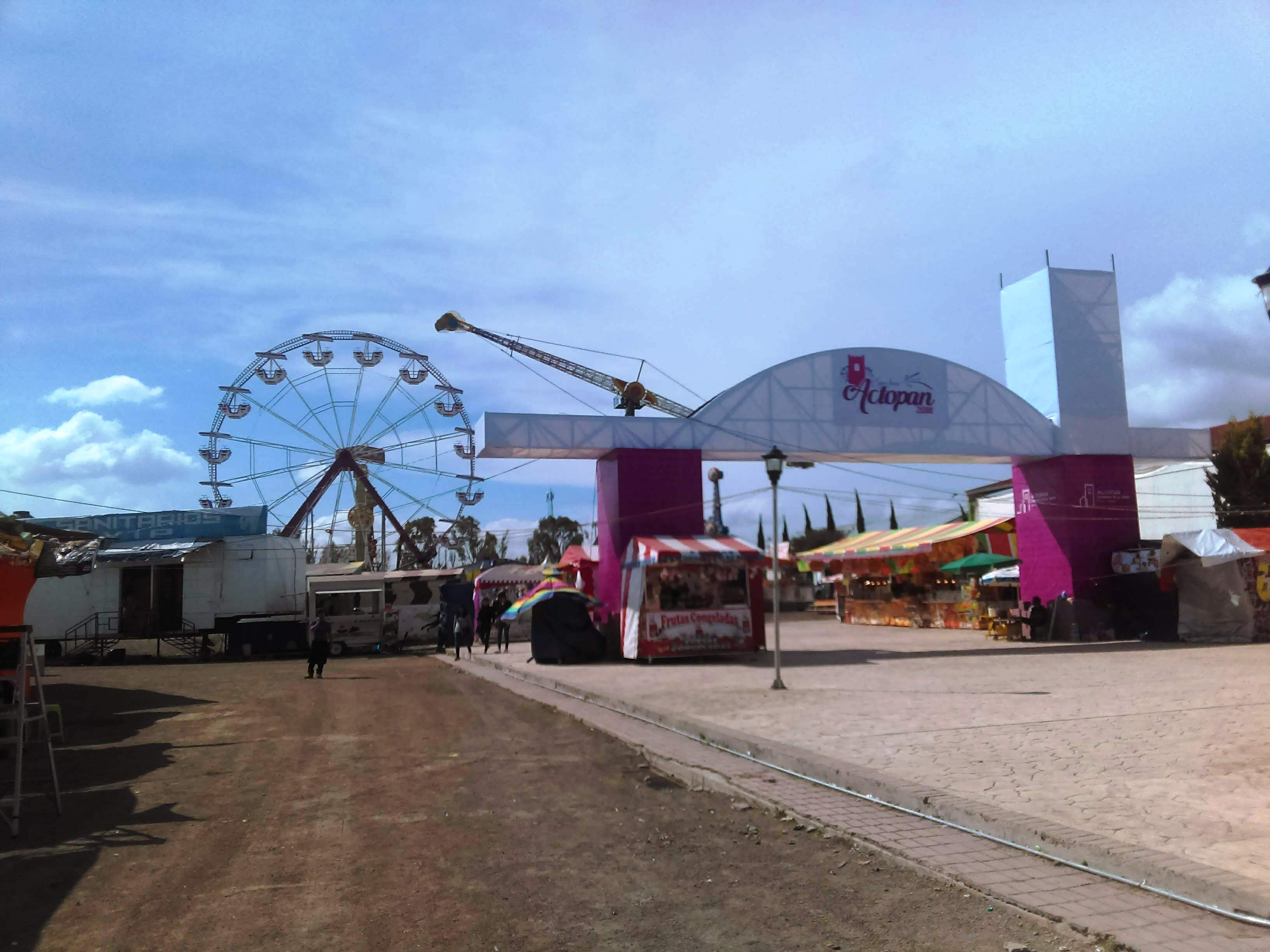
Instalaciones de la feria.

Los eventos se realizan es dos sedes donde se desarrollan las actividades deportivas y los eventos culturales. La primera sede es la Unidad Deportiva Municipal recinto ubicado en la parte nordeste de la ciudad, donde se realizan eventos como exposición ganadera, lucha libre, mercado popular, juegos mecánicos, bailes populares y fuegos pirotécnicos. La segunda sede es la Plaza Juárez en el centro de la ciudad, donde se realiza el desfile conmemorativo, exposiciones artísticas, exposición de autos antiguos, presentaciones musicales, bailables, veta de artesanías y una muestra gastronómica.

## Concurso de la barbacoa

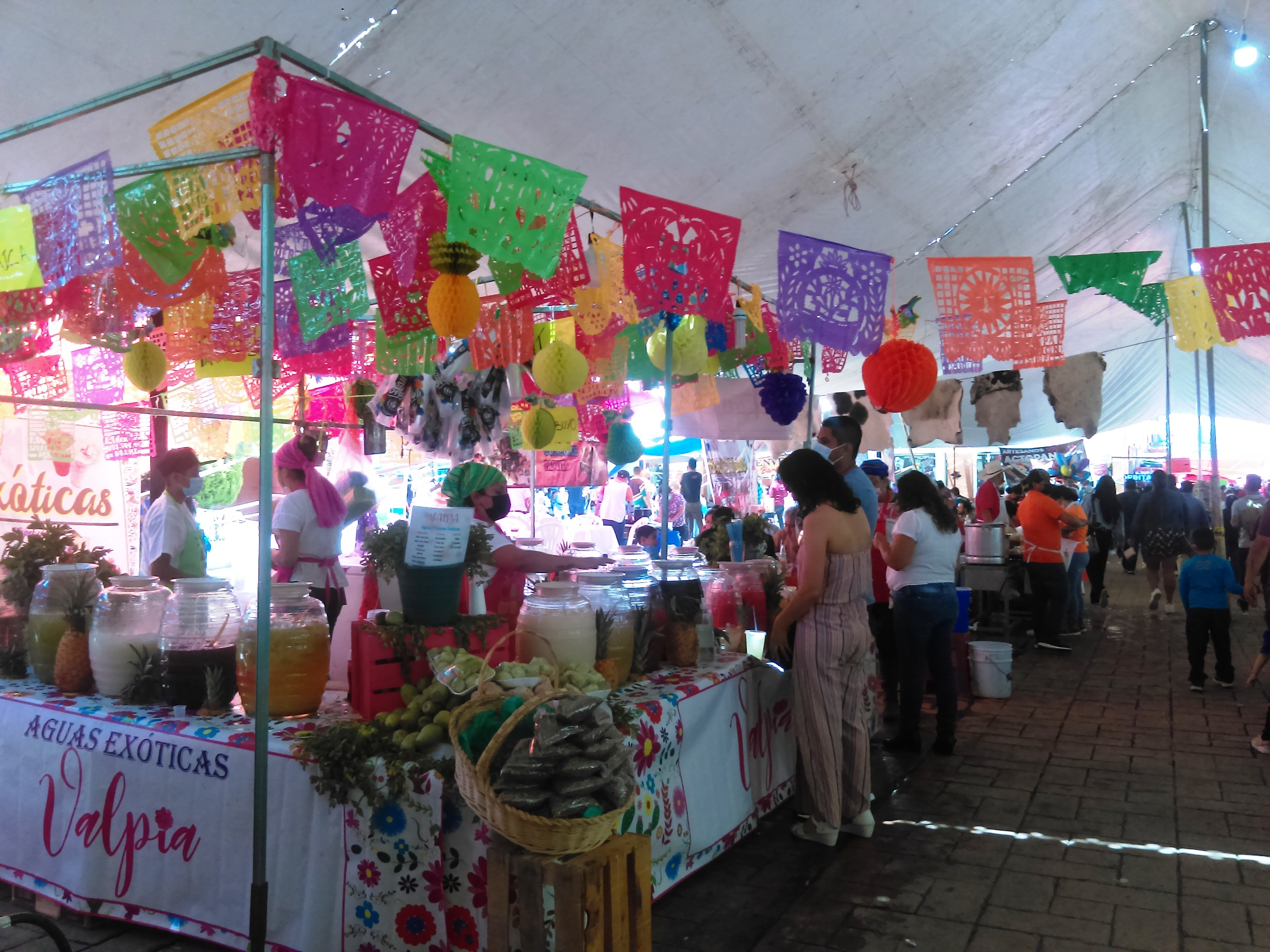
Muestra gastronómica.

En la muestra gastronómica se encuentras platillos como las quesadillas de insectos y gusanos, como la chicharra, los grillos, los chinicuiles, los xamues, y los acociles. Además de tlacoyos, sopes y quesadillas de guisados como huictlacoche, quelite, flor de calabaza; aguas frescas de frutas y el pulque, ya sea natural o en curados de mango, piñón, garambullo, fresa, piña colada, pistache, jitomate, michepulque, nuez y guanabana.
El Concurso de la Barbacoa, reúne a los mejores barbacoyeros de la región. Los cocineros presentan un trozo de carne para cinco personas, acompañada de salsas, y tortillas. Los participantes tienen que presentar un escenario limpio, en caso contrario que no reúna las condiciones de higiene, sanitarias o que no se ajuste a las bases será descalificado.